# Nationaal park Gunung Halimun
Het Nationaal park Gunung Halimun is gelegen in Indonesië in de provincië West-Java nabij de plaats Cipanas en is gelegen van 500 meter tot 1929 meter boven zeeniveau.
Het nationaal park is gesticht op 26 februari 1992, ten behoeve van de bescherming van het wild en zijn leefomgeving. Meerdere bergen liggen in het park: Halimun 1929 m, Sanggabuana 1919 m, Kendeng 1867 m, Botol 1785 m, Zuid-Kendeng 1764 m, Zuid-Halimun 1744 m en de Amdan 1463 m.
In het zuiden van het park leven de Kasepuhan, een etnische groep van ongeveer 5300 personen.